# Естаблес
Естаблес (ісп. Establés) — муніципалітет в Іспанії, у складі автономної спільноти Кастилія-Ла-Манча, у провінції Гвадалахара. Населення — 46 осіб (2010).
Муніципалітет розташований на відстані близько 160 км на північний схід від Мадрида, 100 км на північний схід від Гвадалахари.
На території муніципалітету розташовані такі населені пункти: (дані про населення за 2010 рік)
- Анчуела-дель-Кампо: 3 особи
- Естаблес: 43 особи

## Демографія
Динаміка населення (INE ):

## Галерея зображень

Розташування муніципалітету у провінції Гвадалахара